# Arte insulare

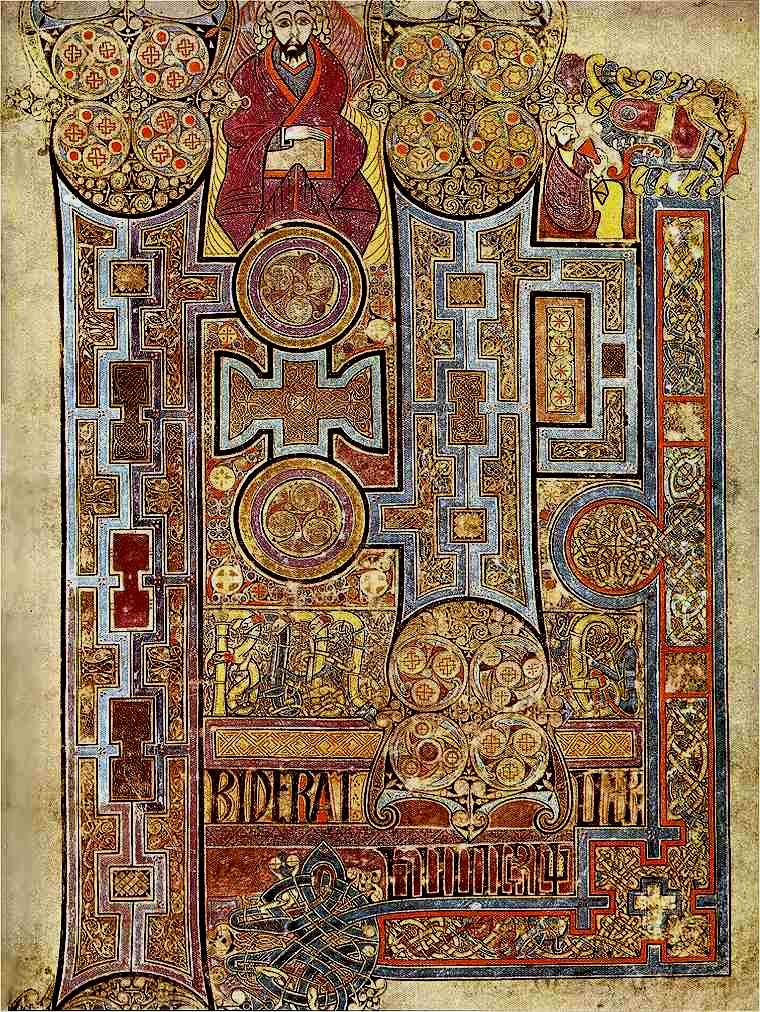
Pagina con decorazione miniata dell'evangeliario di Kells (f. 292r) che riporta l'inizio del Vangelo secondo Giovanni.

La denominazione di arte insulare, o arte iberno-sassone, indica l'arte altomedievale delle isole britanniche nel periodo tra il 600 e il 900 circa, nel quale le isole di Gran Bretagna e Irlanda mostrarono caratteristiche differenti dal resto dell'Europa nell'ambito dell'arte barbarica.
In Gran Bretagna quest'arte si evolse nello stile della successiva arte mentre in Irlanda perdurò fino circa al 1200 quando vi si diffuse l'arte romanica, introdotta nell'isola maggiore con la conquista normanna del 1066. I maggiori centri artistici furono l'Irlanda, la Scozia e il regno di Northumbria nell'Inghilterra settentrionale, ma la sua diffusione raggiunse l'Inghilterra meridionale, il Galles e nell'Europa continentale, principalmente ad opera delle missioni dei monaci irlandesi, soprattutto la Gallia.
In Irlanda e in Scozia il territorio era suddiviso in molti piccoli regni, mentre in Inghilterra questi avevano dimensioni appena maggiori. La società che espresse l'arte insulare non aveva parallelamente sviluppato un'architettura monumentale e gli oggetti artistici spiccavano in questo contesto sia per la preziosità del materiale, sia per le loro qualità decorative ed erano richiesti dalle élite locali per sottolineare il proprio prestigio e per generare un'impressione di meraviglia. Nonostante non siano sopravvissuti gli oggetti probabilmente realizzati in materiali deperibili, non si trattò dunque di comuni caratteristiche stilistiche diffuse su diverse tipologie di oggetti, come nel caso, ad esempio, della contemporanea arte bizantina.

## Caratteristiche
Sia i Celti (Irlandesi e Scozzesi), sia gli Anglosassoni avevano una lunga tradizione di produzione di oggetti in metallo di alta qualità, utilizzati come ornamenti personali per i capi, e l'arte insulare deriva principalmente dalla fusione di queste tradizioni (lo stile animalistico delle produzioni celtiche e germaniche), con alcune influenze dall'arte tardoantica, in un contesto cristianizzato; caratteristica fu l'applicazione dello stile decorativo così sviluppato ai manoscritti, un nuovo oggetto diffusosi in seguito alle necessità della liturgia.
Le produzioni artistiche più importanti riguardarono i manoscritti miniati, la cui influenza giunse a manifestarsi negli elementi decorativi dei manoscritti romanici e gotici, opere di metallurgia e oreficeria, destinate alle classi dominanti, e le croci in pietra scolpite. Lo stile è caratterizzato da superfici riccamente decorate con intricate tessiture, senza interesse per la resa della profondità o del volume. Nei manoscritti miniati sono caratteristiche le pagine tappeto e l'introduzione delle iniziali istoriate; sono presenti anche miniature figurate e in particolare sono frequenti i ritratti degli evangelisti.

## Manoscritti insulari
Lo stile artistico definito come arte insulare nella miniatura era caratterizzato principalmente dall'uso di una decorazione astratta a struttura lineare continua, con motivi decorativi, soprattutto a intreccio, inseriti in precisi schemi geometrici, e dall'uso di colori vivaci, accostati per contrasto, che costituiscono parte essenziale della composizione.
Le decorazioni miniate appartengono a quattro principali tipologie:
- incorniciature delle tavole canoniche;
- ritratti degli evangelisti a tutta pagina inseriti in una cornice decorativa;
- pagine con decorazione "a tappeto", che ricopre interamente lo spazio disponibile, spesso intorno ad una grande croce;
- lettere iniziali decorate che occupano quasi interamente la pagina.

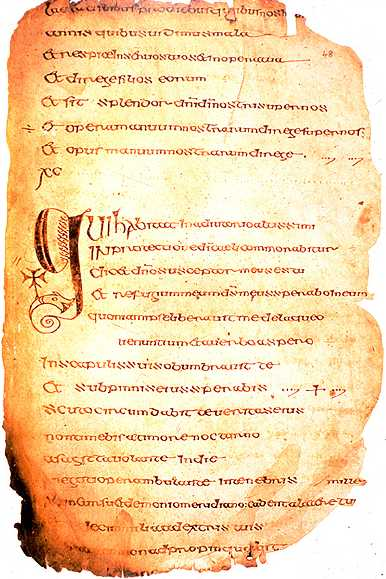
Pagina del Cathach di san Columba.

Il più antico manoscritto irlandese giunto fino a noi è probabilmente il Cathach di san Columba (VII secolo), un salterio mutilo, la cui decorazione è ridotta alle lettere iniziali ornate dell'inizio di ciascun salmo. Già in questo antico esemplare compaiono alcuni elementi caratteristici: la decorazione coinvolge non solo la prima lettera, ma anche alcune lettere seguenti, di minori dimensioni, e influenza la forma delle lettere stesse. Gli elementi decorativi sono mescolati tra loro senza alcuna ricerca di logica e le linee tendono a chiudersi in spirali e a modificarsi in altri modi. Oltre all'inchiostro nero se ne utilizza uno arancio, in particolare per una decorazione a puntinato. L'uso di decorare le lettere iniziali si trova anche in Italia, dove queste sono disegnate sul margine sinistro del foglio, come a separarle dal resto del testo, ma è nell'ambito dell'arte insulare che viene introdotto l'uso di inserire iniziali decorate direttamente nel testo, e progressivamente di decorare porzioni sempre maggiori di esso.
Il San Gerolamo di Bobbio, conservato nella Biblioteca Ambrosiana di Milano è un palinsesto degli inizi del VII secolo che contiene un Commento ad Isaia di san Girolamo. Vi si trovano iniziali con decorazione maggiormente elaborata, anche con l'uso del colore.

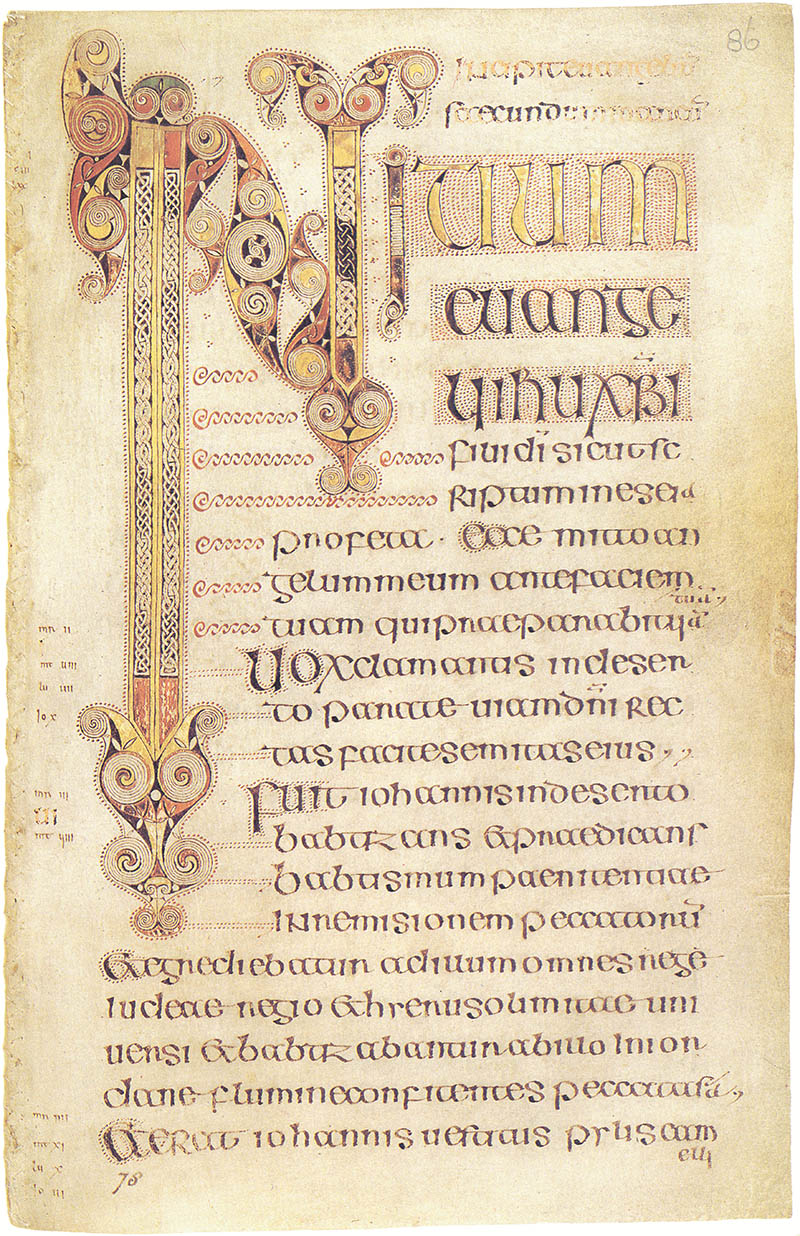
Pagina dell'evangeliario di Durrow con l'inizio del Vangelo secondo Marco.

L'evangeliario di Durrow (650-690) è il più antico volume con i Vangeli con un completo e articolato programma decorativo. Sebbene mutilo, se ne sono conservate sei pagine con decorazione "a tappeto", pagine interamente miniate con i simboli dei quattro evangelisti, altre quattro pagine con grandi iniziali riccamente decorate e con il contorno segnato da serie di punti e parti di testo decorate anche in altre pagine, con numerosi gruppi iniziali decorati. Anche le lettere dopo le grandi iniziali sulla prima linea e sulle linee successive sono ancora decorate, sebbene di dimensioni progressivamente ridotte. Ogni pagina utilizza un diverso e coerente insieme di motivi decorativi: motivi intrecciati con presenza di animali, come nella tradizione germanica, o spirali, come nella tradizione celtica. Sono presenti figure fortemente stilizzate. Le decorazioni utilizzano solo quattro colori (nero, rosso, verde e giallo).

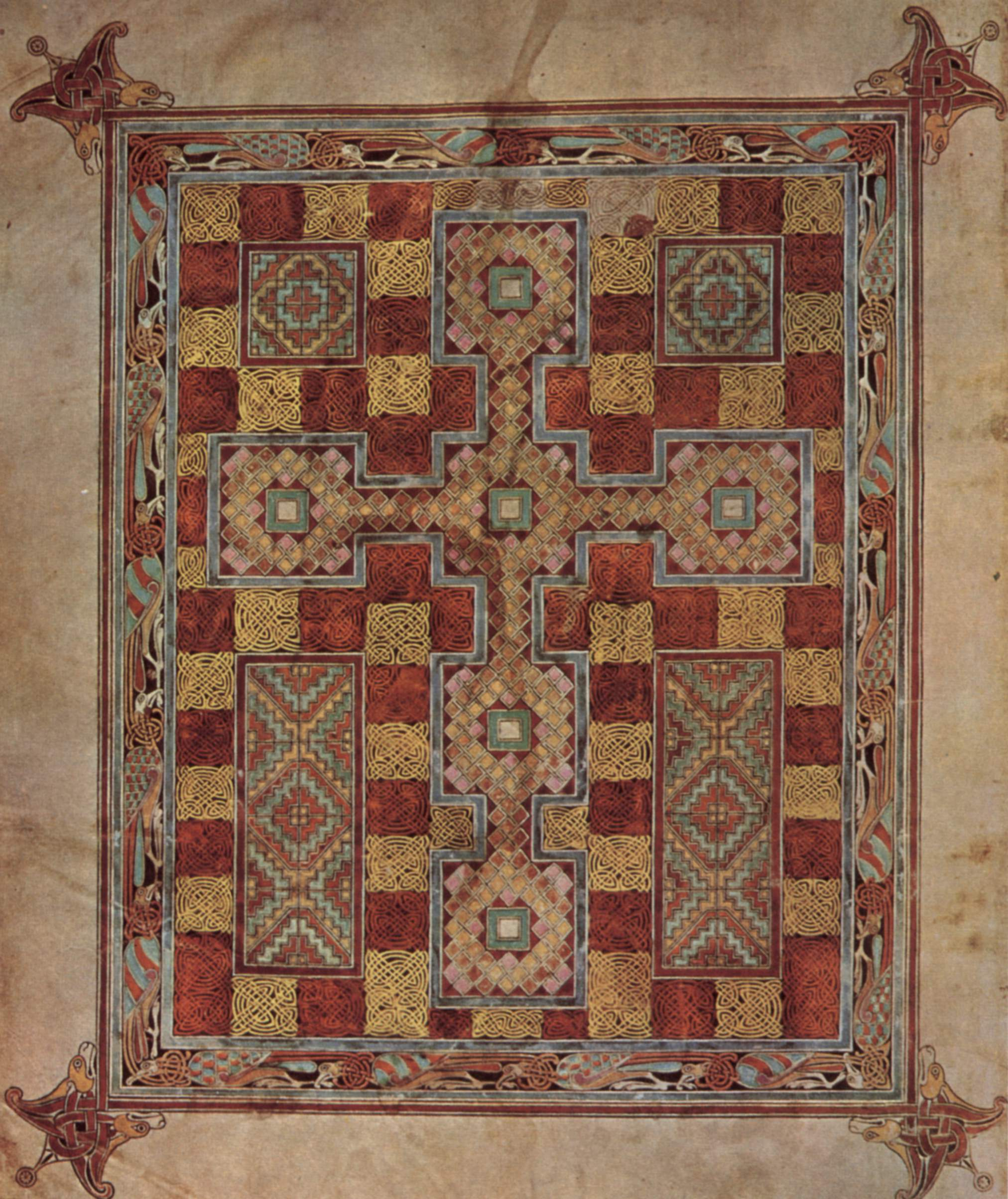
Pagina dell'evangeliario di Lindisfarne con decorazione "a tappeto"

L'evangeliario di Lindisfarne, realizzato a Lindisfarne dal vescovo Eadfrith tra il 690 e il 721, si presenta più elaborato e complesso del precedente. Le lettere iniziali dei quattro vangeli sono riccamente decorate e alcune composizioni occupano le due pagine affiancate, per esempio con pagine interamente decorate "a tappeto", particolarmente complesse. accanto alle pagine iniziali. I ritratti dei quattro evangelisti derivano da modelli classici, ma sono resi senza alcun senso di profondità; i ritratti sono circondati da bordi a intreccio di stile più semplice che le altre decorazioni.
Il Beda di San Pietroburgo, attribuito all'abbazia di Wearmouth-Jarrow (730-746), ha grandi lettere iniziali nella cui decorazione si avverte chiaramente il riflesso della decorazione metallurgica, con superfici a intrecci all'interno delle lettere. Contiene il primo esempio conosciuto di lettera iniziale figurata, con un busto di papa Gregorio I, derivante da modelli classici. Anche in questo caso sono utilizzati pochi colori.
L'evangeliario di Kells, datato normalmente intorno all'800, non è stato completato nella decorazione. Tutte le pagine, tranne due, hanno diversi gruppi di lettere decorati. Comprende una sola pagina interamente decorata "a tappeto", ma le grandi lettere iniziali presentano una decorazione molto ricca e articolata, che occupa quasi interamente lo spazio disponibile. Le figure umane sono più numerose, ancora fortemente stilizzate, e sono racchiuse da ricche tessiture decorative; in alcuni casi compaiono all'interno di scene raffiguranti episodi evangelici. La decorazione comprende il più antico esempio di una raffigurazione di Madonna con il Bambino in un volume prodotto in Occidente. La decorazione utilizza prevalentemente motivi decorativi a spirale e i colori sono molto vivi.
Vengono prodotti anche "evangeliari tascabili", meno ampiamente decorati (Vangelo di Mulling e Vangelo di Stonyhurst, il più piccolo per dimensioni, con il solo Vangelo secondo Giovanni, seppellito insieme a san Cutberto, entrambi del VII secolo, e il Vangelo di Dimma dell'VIII secolo).

## Metallurgia

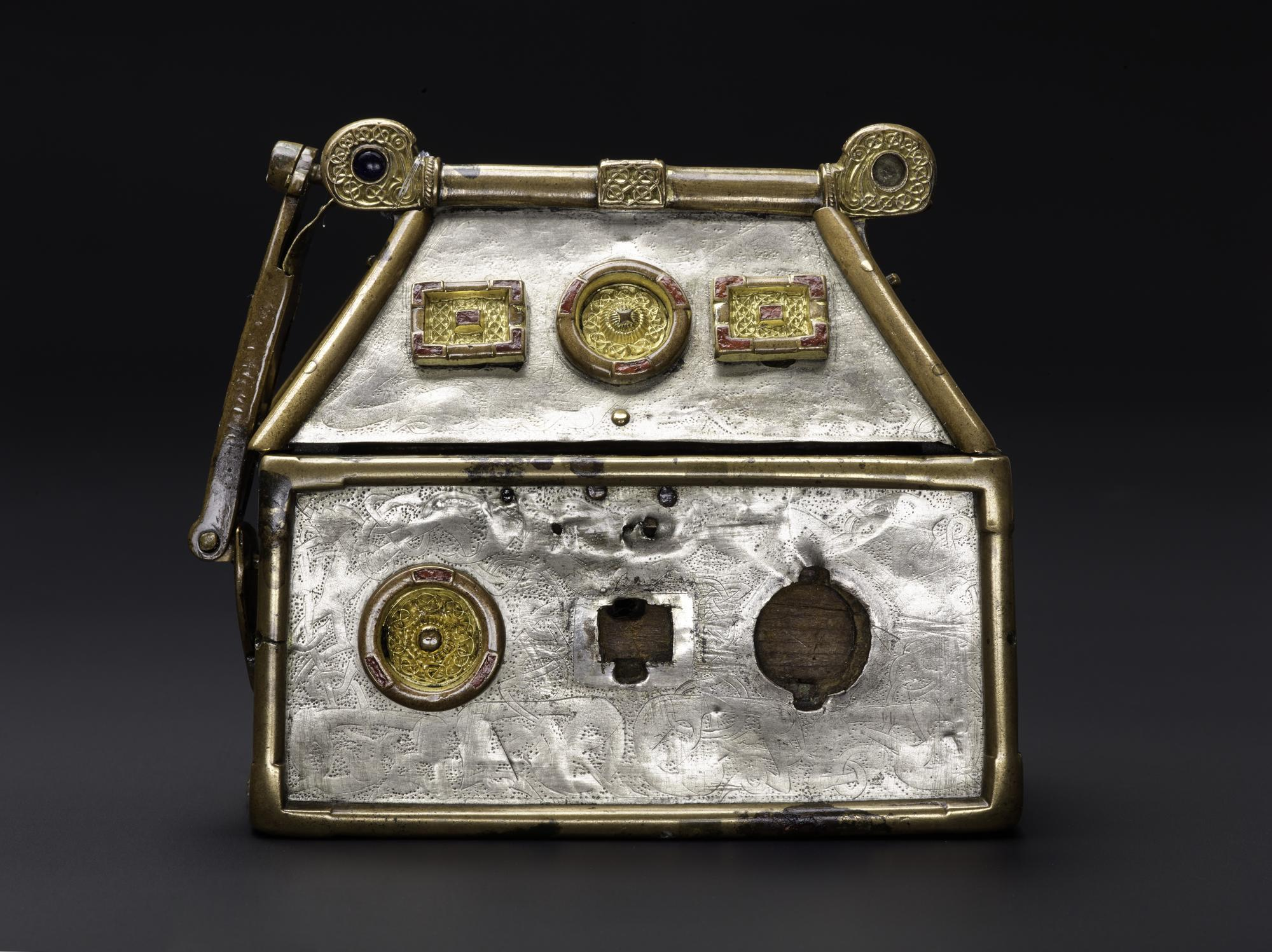
Il reliquiario di Monymusk (750 circa).

La maggior parte delle opere della metallurgia insulare sopravvissute sono stati rinvenute in contesti archeologici e gli oggetti furono probabilmente nascosti o abbandonati improvvisamente e per questa ragione sono spesso frammentari. Fanno eccezione alcuni reliquiari o custodie per libri sacri, posseduti dalle chiese: tra questi il reliquiario di Monymusk (VIII secolo), un cofanetto in legno, ricoperto in argento e in una lega di rame, attualmente nel Museum of Scotland di Edimburgo.

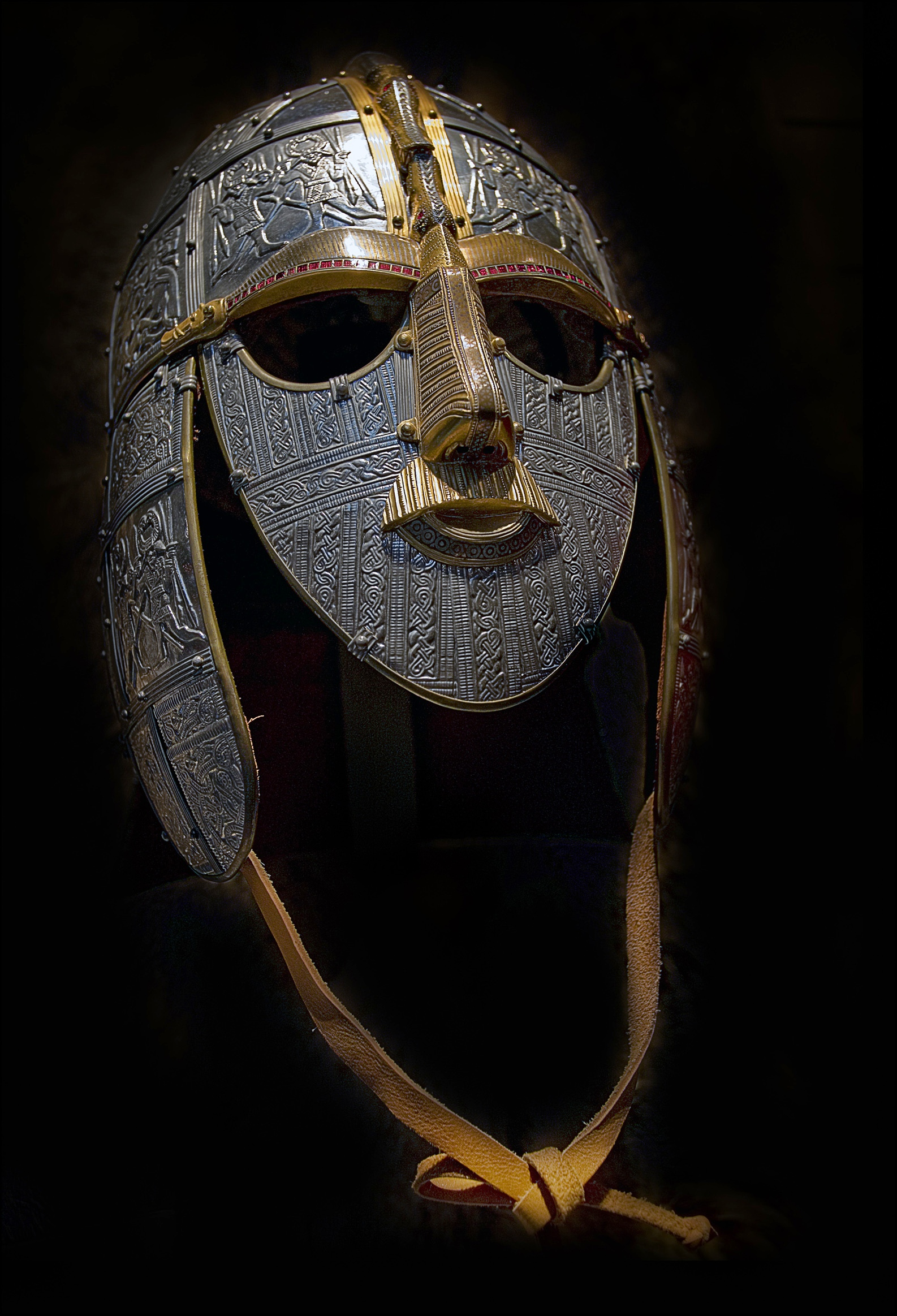
Elmo cerimoniale rinvenuto nel sito di Sutton Hoo.

Gli oggetti maggiormente conservati sono gioielli per l'ornamento personale, prevalentemente maschili, ovvero recipienti da tavola o da altare, non sempre facilmente distinguibili tra loro e probabilmente prodotti da officine laiche o monastiche. Gli esemplari più raffinati sono di produzione irlandese, ma si ritrovano anche nell'Inghilterra orientale, come nel sito di Sutton Hoo (presso Woodbridge, nel Suffolk), dove sono state rinvenute due necropoli anglosassoni del VI e degli inizi del VII secolo. Numerose fibule, oltre a quella più nota di Tara, sono esposte nei musei britannici, ciascuna con proprie particolari caratteristiche nei dettagli decorativi, in gran parte derivati dalle miniature, e nelle diverse tecniche di realizzazione, ma tutte di altissima qualità.

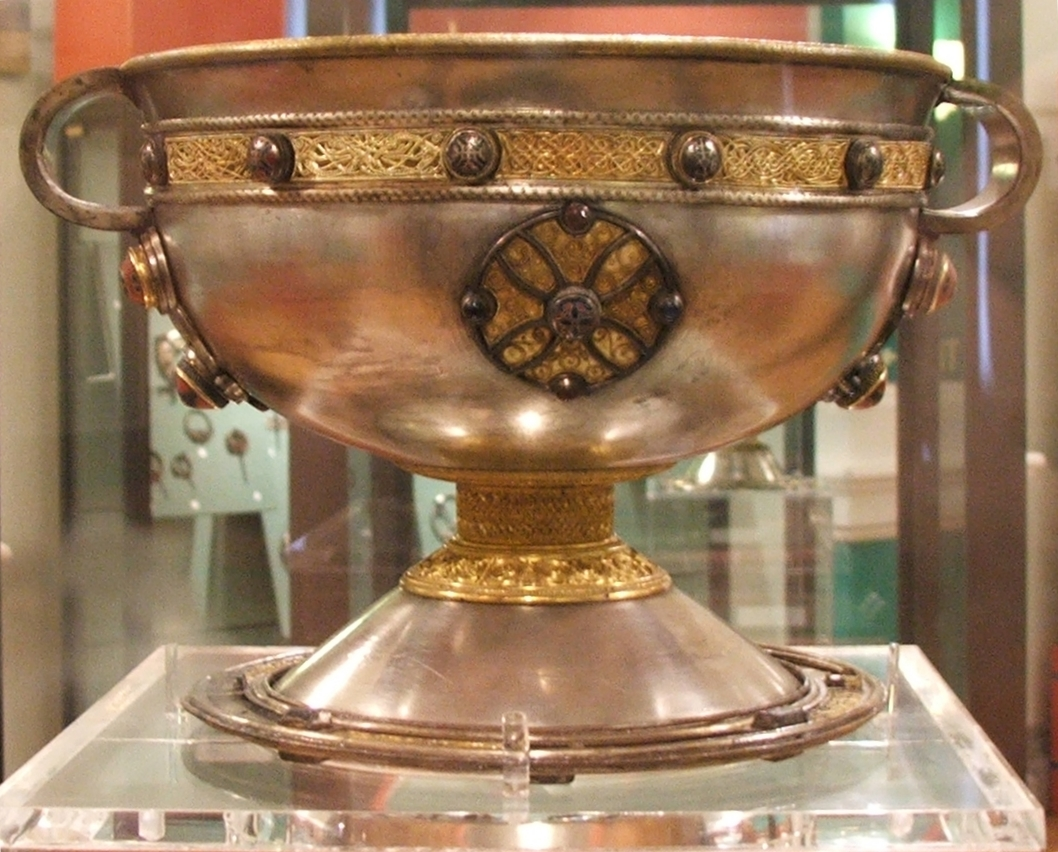
Calice di Ardagh.

Tra i vasi liturgici sono particolarmente significativi il calice di Ardagh (VIII secolo), una grande coppa a due anse su piede, decorata con applicazioni in oro, bronzo dorato, ottone, peltro e smalto, oggi nel Museo nazionale d'Irlanda, e il corredo di Derrynaflan (VIII-IX secolo), costituito da calice, piatto su piede, colino e bacino. Rimangono solo frammenti di altri elementi di arredo liturgico, che dovevano essere integrati con legno. Di questi arredi dovevano far parte anche i preziosi evangeliari miniati, con le loro copertine in metallo.

## Croci in pietra scolpite

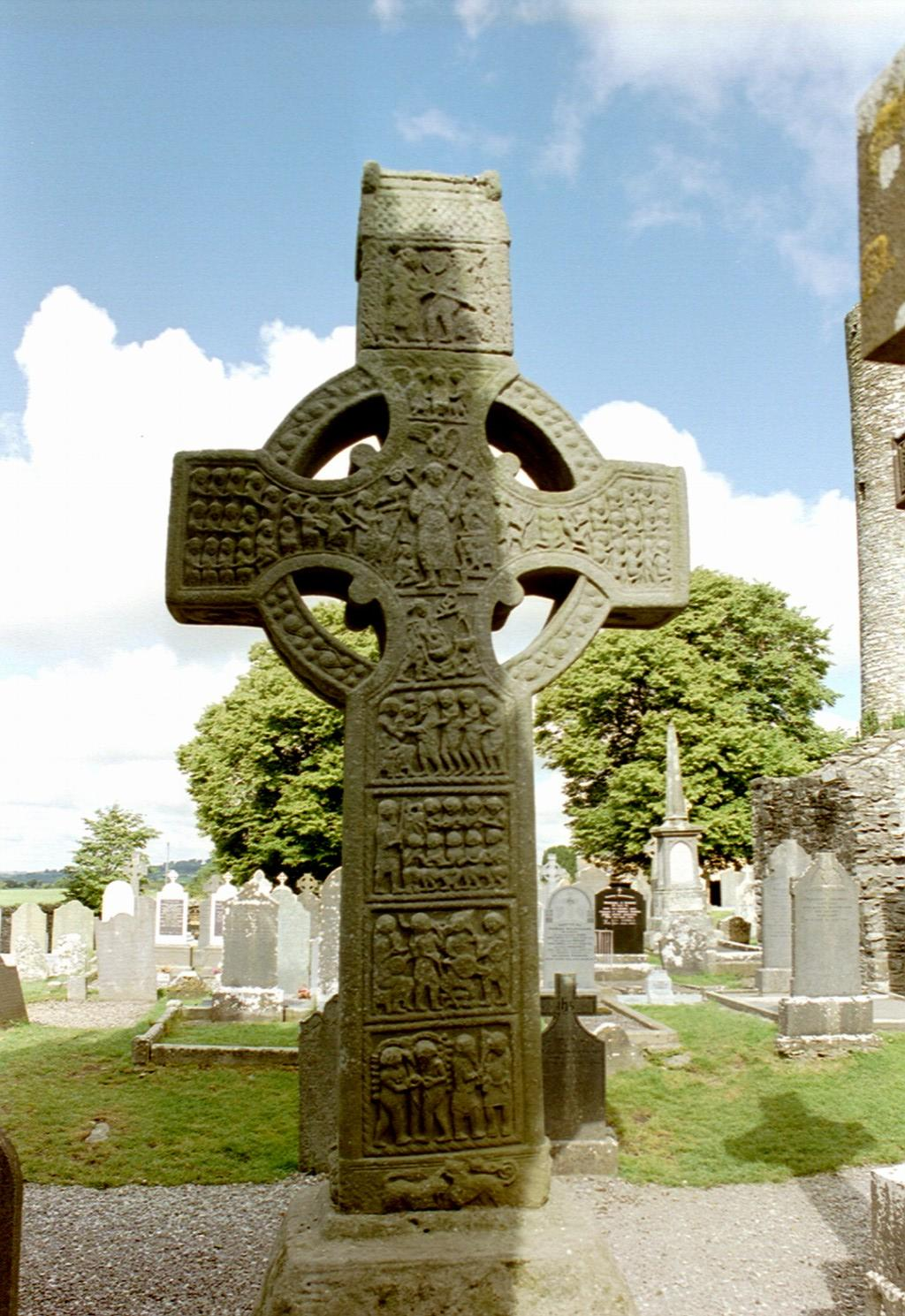
Croce di Muiredach.

Le grandi croci celtiche in pietra, erette solitamente all'esterno di chiese o monasteri, apparvero inizialmente in Irlanda nel VII secolo, con la superficie ricoperta di motivi decorativi geometrici. Erano alte fino a 3 m ed avevano lo scopo di segnare le tappe e le soste nelle processioni religiose.
A partire dall'inizio del IX secolo le croci irlandesi ebbero anche decorazioni figurate, con scene dell'Antico Testamento sul lato orientale e del Nuovo Testamento su quello occidentale, con la scena della Crocifissione al centro. Uno dei massimi esempi è considerata la Croce di Muiredach a Monasterboice, del X secolo. In seguito le figure furono scolpite di maggiori dimensioni e in numero minore, con influenze dall'arte romanica, come nella Croce di Dysert.
Le croci con decorazione geometrica si erano diffuse precocemente anche in Gran Bretagna: il maggiore esempio è la croce Ruthwell in Northumbria, dell'VIII secolo. Le croci dell'arte anglosassone sono in genere di dimensioni più piccole e meno larghe, con spazio sufficiente solo per decorazioni geometriche. Dalle fonti letterarie si sa che le croci intagliate in pietra dovevano essere diffuse in tutta l'Inghilterra, insieme a stele con le medesime decorazioni utilizzate come segnacoli di tombe, ma le maggiori evidenze si sono conservate nelle regioni più settentrionali.
In Scozia, a nord della linea Clyde-Forth, i Pitti eressero nel periodo tra il VI e l'VIII secolo stele rettangolari in pietra con decorazioni nello stile locale, affine allo stile insulare, ma con minori influssi classici e che derivano dalla precedente tradizione pagana di erigere stele monumentali in pietra con figure intagliate.

## Eredità dell'arte insulare
In Inghilterra l'influsso dell'arte barbarica continentale fu attivo precocemente. Già nell'VIII secolo alcuni manoscritti mostrano elementi misti nella loro decorazione miniata (il Beda di Cotton con il manoscritto dell'Historia ecclesiastica gentis Anglorum, del Venerabile Beda, il Codice aureo di Stoccolma, proveniente da Canterbury), i quali progressivamente prendono il sopravvento (salterio di Vespasiano o Codice Amiatino, quest'ultimo, già nel 716 è in onciale e le illustrazioni non hanno elementi dello stile insulare). Le pagine con decorazione "a tappeto" scompaiono, sostituite da grandi miniature figurative e i motivi decorativi intrecciati vengono utilizzati solo come elementi di bordi e incorniciature di ispirazione maggiormente classica.
Lo stile insulare continuò tuttavia a influenzare la decorazione miniata dei manoscritti anglosassoni fino al X secolo e oltre e si manifestarono fino allo sviluppo dell'arte romanica anche nell'Europa continentale, specialmente in aree dove era presente il monachesimo celtico. I manoscritti carolingi mostravano ancora le grandi iniziali dello stile insulare e il gusto per la decorazione astratta, nonostante l'imitazione dello stile imperiale romano e bizantino, e le stesse influenze si manifestarono ancora nei manoscritti ottoniani.
L'eredità dell'arte insulare si manifestò soprattutto nell'abbandono dell'ordinamento classico nelle decorazioni e gli elementi spiraliformi, o la mescolanza di elementi figurati agli intrecci decorativi si ritrovano a lungo (la loro eco si manifesta ancora nella complessità e densità delle decorazioni nei manoscritti fiamminghi nel XV secolo), soprattutto nell'Europa settentrionale, mentre più a sud, e specialmente in Italia, gli elementi della tradizione classica si mantennero vivi anche durante il periodo dell'arte gotica.